# Nicolas Lorgne
Nicolas Lorgne est le 21e grand maître de l'ordre de Saint-Jean de Jérusalem de 1277/1278 à sa mort en 1284.

## Biographies
D'origine peut-être française, rien ne peut situer son origine sinon la désinence de son nom, il apparait vers 1250 en Terre sainte où il a pu être châtelain de la forteresse de Margat. Il devient, en 1255, châtelain du krak des Chevaliers, il devient maréchal de 1266 à 1269 puis de juin à octobre 1271, ensuite il obtient la responsabilité de grand commandeur de 1271 à 1273 puis redevient maréchal le 7 octobre 1273 avant d'être responsable de la commanderie de Tripoli et le 1er juillet 1277, il redevient grand commandeur avant son élection comme grand maître.

### Grand maître de l'Ordre
Là encore l'on ne connait pas sa date d'élection à la maîtrise. Nicolas Lorgne a continué la politique de réforme d'Hugues Revel. Il préside à deux chapitres généraux en 1278 et 1283, qui, surtout le second, prirent des résolutions importantes  avec la création d'une bulle capitulaire et surtout la généralisation de l'habit rouge à la croix blanche pour tous les frères au combat. Il faut noter que cette décision fut obtenue par Hugues Revel auprès du pape Alexandre IV le 11 août 1259 mais uniquement pour les chevaliers.
Les droits du roi de Chypre, Hugues III de Lusignan, au trône de Jérusalem étaient contestés par Marie d'Antioche qui, contre une rente  annuelle de 4 000 livres et 1 000 pièces d'or, avait cédé ses prétentions à Charles Ier d'Anjou. Le 7 juin 1277, l'arrivée de Roger de San Severino, le comte de Marsico, vicaire pour le roi de Jérusalem, sème la panique parmi les barons. L'accord du pape, de Charles d'Anjou, de Marie d'Antioche et les hésitations d'Hugues de Lusignan, les décidèrent à prendre parti pour Charles d'Anjou. En 1278, les hostilités reprennent entre les Templiers et Bohémond VII de Tripoli et c'est l'intervention de Nicolas Lorgne et San Severino qui permit le retour à la paix.
La politique de Nicolas Lorgne vis-à-vis des Mongols est peut-être plus personnelle. En 1280, les Mongols avaient envahi le nord de la Syrie sans la moindre résistance. Les Hospitaliers, à partir de la forteresse de Margat, profitant de la désorganisation totale qui régnait, firent une sortie avec 200 chevaliers et razzièrent la région pour faire un butin considérable. À la fin d'octobre 1280, sur leur chemin du retour, ils affrontent une troupe de 5 000 cavaliers turcomans qu'ils mirent en déroute (perte un seul sergent d'armes) malgré leur infériorité numérique. En février 1281, l'émir du krak des Chevaliers voulut tirer vengeance et attaqua les Hospitaliers avec 7 000 cavaliers. L'Ordre déploya 600 cavaliers et la défaite de l'émir fut complète. Les Hospitaliers perdirent un chevalier et 12 sergents.
Le nouveau Sultan d'Égypte, Al-Mansûr Sayf ad-Dîn Qala'ûn al-Alfi, fit un accord avec l'émir de Damas, Soukor el Achkar, le 24 juin 1281. Il conclut aussi une trêve avec les Hospitaliers et le comte de Tripoli pour 10 ans, 10 mois, 10 semaines et 10 jours. Après un sanglant combat entre les Mongols et les troupes de Damas sans vainqueur ni vaincu, Al-Mansûr fit annoncer qu'il allait se venger de l'échec de Margat. Les Hospitaliers accumulent dans la forteresse de Margat des approvisionnements, des forces et améliorent les défenses mais cela ne les empêcha pas de déléguer un contingent de 100 cavaliers composé de 50 lances pris parmi les chevaliers et de 50 turcopoles au roi d'Arménie.
Le 17 avril 1285, malgré l'accord de paix, Al-Mansûr attaque Margat. Il mit le feu à une partie des murailles et au moment de profiter de la brèche ainsi créée, la tour de l’Espérance s'effondre et vient obstruer la brèche le 23 mai. Les Hospitaliers négocièrent leur reddition et Margat capitula le 25 mai. ils furent autorisés à partir avec 2 000 pièces d'or et ce que pouvaient emmener 25 mulets. Ils partirent pour Tripoli et Tortose.
Nous ne sommes pas certain que Nicolas Lorgne ait connu la chute de Margat. Sa dernière mention date du 27 septembre 1283 et la première de son successeur Jean de Villiers date de septembre 1285, sa mort serait survenue le 12 mars 1284.

## Sources bibliographiques
- Joseph Dellaville Le Roulx, Les Hospitaliers en Terre sainte et à Chypre (1100-1310), Paris, Ernest Leroux, 1904
- Bertrand Galimard-Flavigny, Histoire de l'ordre de Malte, Paris, Perrin, 2006
- Alain Demurger article « Nicolas Lorgne » in Nicole Bériou (dir. et rédacteur), Philippe Josserand (dir.) et al. (préf. Anthony Luttrel & Alain Demurger), Prier et combattre : Dictionnaire européen des ordres militaires au Moyen Âge, Fayard, 2009, 1029 p. (ISBN 978-2-2136-2720-5, présentation en ligne)